# Monardella viridis
Monardella viridis är en kransblommig växtart som beskrevs av Jeps.. Monardella viridis ingår i släktet Monardella och familjen kransblommiga växter.

## Underarter
Arten delas in i följande underarter:
- M. v. saxicola
- M. v. viridis